# Musica Silvestra Orkest
Het Musica Silvestra Orkest (MSO) is het studentenorkest van de Nederlandse universiteitsstad Enschede. Het orkest staat sinds september 2015 onder leiding van dirigent Hanrich Claassen.
Per jaar worden twee programma's ingestudeerd. De programma's bestaan uit symfonieën en ouvertures, maar ook filmmuziek. Verder speelt het orkest vaak samen met koren en solisten.
De concerten van het MSO vinden plaats in Enschede zelf (op de campus of in de stad), maar ook in Hengelo, Zwolle en Apeldoorn. Het orkest maakte tournees naar België, Italië, Schotland, Hongarije, Zuid-Frankrijk (2000), Praag (2002), Zaragoza (2004), Neurenberg en München (2006), Maastricht en Hasselt (2007), Zwitserland (2009), Italië (2011), Polen (2013) en Schotland (2015).
MSO repeteert op maandagavond op de campus van de Universiteit Twente. Het orkest telt ruim 40 leden.